# Constantin de Fife
Causantín ou Constantin de Fife (floruit 1095-1128) est le premier personnage historique attesté comme Mormaer de Fife au début du XIIe siècle.

## Origine
On connaît très peu de choses sur la vie de Causantín et de son règne comme Mormaer de Fife. On ignore même le nom de son père. Il devait être le fils ou le petit-fils du « Mac Duib » à l'origine du personnage de la tragédie Macbeth de William Shakespeare; le thane MacDuff. Ce dernier étant le fils ou le neveu putatif de Giric, fils de Cináed mac Duib, roi d'Alba (997-1005). Son rôle postérieur comme « juriste éminent », laisse penser qu'il a passé ses premières années à étudier le droit gaélique d'Écosse, mais il ne s'agit que d'une simple conjecture.

## Signification historique
Causantín apparaît pour la première fois dans l'histoire dans une charte datée de 1095 où il est désigné comme Constantinus filius Magduffe. L'historien John Bannerman suggère qu'il s'agit de la traduction en latin de Causantín mac meic Duib. Ici, mac meic signifie petit-fils, ou par extension ancêtre, avec le même usage que l'irlandais Ua. La formule mac meic se trouve également en Irlande. Les Annales d'Ulster (s.a. 1028), par exemple, utilisent la formule quand elles utilisent ensuite  Ua. Si le raisonnement de Bannerman est correct, la charte nomme Causantin le « descendant de Dub » C'est-à-dire issu du Clan MacDuff, plutôt que le fils d'une homme nommé MacDuib.
Des exemples semblables peuvent être trouvés et conforter cette interprétation dans l'Irlande de cette époque.
Par exemple, les Annales d'Ulster dénomment  Tadg, fils de Muiredach; Mac Carthaig, mais c'est le grand-père de  Tadg, et le père de Muiredach, qui est nommé Carthach. Par comparaison, les Annales d'Inisfallen appellent le même homme mac meic Carthaig. En Irlande même, les rois du Cenél nEógain se nomment eux-mêmes  Meic Lochlainn. Un personnage est nommé Conchobar mac Meic Lochlainn; Le même groupe familial est aussi connu comme les Uí Lochlainn (AU, s.a. 1102 & 1109).

## Fonctions occupées
En  1128, dans la 4e année du règne du roi David Ier d'Écosse, Causantín apparaît comme Magnus Judex in Scotia, c'est-à-dire  « Supérieur en Brithem » d'Écosse au nord de la rivière Forth, un office qui semble être le précurseur gaélique de ce qui deviendra celui de  Justiciar d'Écosse
Dans sa fonction il apparaît au côté du Judex Máel Domnaich mac Meic Bethad (Maldoven fils de Macbeth) comme
arbitre dans un conflit de délimitation de territoire entre un chevalier nommé Robert de Burgon (i.e. Robert le Burgundian), qui possède le domaine de Lochore et le Céli Dé de l'île de St Serf sur le
Loch Leven. Dans cette affaire  Causantín et Máel Domnaich décident de faire appel à la sagesse supérieure d'une autre  Judex, Dubgall mac Mocche (Dufgal fils de  Mochta (?).
Causantín est présent dans une charte du roi David Ier, datée de 1126, qui confirme les droits du Prieuré de Dunfermline et l'élève au statut d'abbaye. Son nom comme témoin accompagne ceux 
d'évêques: Jean le Chapelain de Glasgow, Robert de Scone de St Andrews, Cormac de Dunkeld, Grégoire de Moray, Mac Bethad de Rosemarkie; et de mormaers: Máel Ísu de Strathearn, Ruadrí de Mar, Matad d'Atholl, ainsi que celui de son parent  Gille Míchéil, chef du Clann meic Duib et d'autres nobles. Il se trouve que Causantín semble être impliqué dans plusieurs différends avec ledit monastère, et qu'il aurait accaparé des terres autour de Kirkcaldy qui avaient été données au monastère.

## Succession et postérité
Causantín/Constantin semble être mort vers 1130, lorsqu'un autre membre du lignage  Mac Duib, le Gille Míchéil qui apparaît au côté de  Causantín dans la charte de 1126, sans doute son cousin et  taniste, règne comme  mormaer; bien que ce dernier utilise désormais le titre de  comes (mormaer) dès 1126, après avoir utilisé la forme Mac Duib jusqu'au moins 1126. Donnchad Ier, qui succède à  Gille Mícheil, semble être le fils de Causantín.